# Juri Walerjewitsch Nikiforow
Juri Walerjewitsch Nikiforow (russ.) bzw. Jurij Nykyforow (ukr.) (russisch Юрий Валерьевич Никифоров; ukrainisch Юрій Никифоров; wiss. Transl. Jurij Valer'evič Nikiforov (russ.), Jurij Nykyforov (ukr.); * 16. September 1970 in Odessa, Ukrainische SSR) ist ein ehemaliger sowjetisch-ukrainisch-russischer Fußballspieler. Der zentrale Abwehr-/Mittelfeldspieler gehört zu den wenigen Spielern der neueren Zeit, die für zwei Verbände, die nicht im Nachfolger-Vorgängerverhältnis stehen, A-Länderspieleinsätze absolvierte; er spielte 1992 für die GUS und die Ukraine, bevor er nach 1994 Stammspieler der russischen Nationalmannschaft wurde und mit dieser an zwei Weltmeisterschaften und einer Europameisterschaft teilnahm.

## Vereinskarriere
Nikiforow spielte in der Jugend von Tschornomorez Odessa, nach einem einzigen Einsatz in der sowjetischen Liga für den Club 1988, wechselte er für einige Monate zu Dynamo Kiew, kam dort aber nur in Jugend- und Reservespielen zum Einsatz, bevor er zum Jahreswechsel 1989/90 zurück zu Tschornomorez wechselte. Er blieb bei dem Club bis zum Anfang der ersten regulären Saison der ukrainischen Liga 1992/93. Nikoforow wechselte jedoch 1993 die russische Liga zu Spartak Moskau. Nach einigen verletzungsbedingten Startschwierigkeiten und damit verbundenen Einsätzen in der Reservemannschaft konnte er sich schnell als Stammspieler der Meistermannschaft von 1993, 1994 und 1996 durchsetzen: In etwas mehr als drei Jahren kam er 85 mal in der russischen Liga zum Einsatz und schoss 16 Tore. Durch seine hervorragende Leistungen in der Champions League (1993–1996 21 Einsätze/vier Tore) wurden einige westeuropäische Mannschaften auf ihn aufmerksam. Nikiforow ging im Sommer zu Real Sporting de Gijón aus der spanischen Primera División; er konnte sich zwar auch dort als Stammspieler durchsetzen, doch stieg der Club während Nikiforows zweitem Jahr nach einem katastrophalen Jahr mit nur zwei Siegen aus 38 Spielen ab, worauf er den Club verließ. Es zog ihn zum niederländischen Club PSV Eindhoven, mit diesem hatte er dann wieder mehr Erfolg, sowohl 2000 als auch 2001 wurde Nikiforow mit dem Team Meister der Eredivisie. Nach der WM 2002 ließ er seine Laufbahn langsam ausklingen, zuerst bei niederländischen Zweitligisten RKC Waalwijk und 2003 bei den Urawa Red Diamonds aus der japanischen J. League. Mit denen er zum Abschluss seiner Laufbahn den japanischen Ligapokal, den Yamazaki Nabisco Cup, gewinnen konnte. Im Jahr 2003 trat Nikiforow endgültig als aktiver Spieler zurück.

## Nationalmannschaft
Nikiforow zeigte sein Talent sehr früh und war Mitglied der verschiedenen Jugend- und Juniorenmannschaft der UdSSR. Er wurde als Co-Torschützenkönig mit der sowjetischen Auswahl 1987 U-16-Weltmeister 1988 schoss gemeinsam mit Oleg Salenko die UdSSR zum U-19-Europameistertitel, und war auch in der sowjetischen Auswahl bei der U-20-WM 1989. 1991 wurde er noch in den A-Kader der Auswahl der UdSSR berufen, kam aber erst zum Einsatz, nachdem die Sowjetunion zum Jahreswechsel 1991/92 aufgelöst war. Er kam bei einer noch vom sowjetischen Verband verabredeten USA- und Israel-Tournee der Nachfolgeauswahl der GUS viermal zum Einsatz, wurde aber für die Europameisterschaft 1992 nicht berücksichtigt. Nikoforow wurde durch die Auflösung der UdSSR Doppelstaatler mit Pässen Russlands sowie der Ukraine, entschied sich aber zuerst für die ukrainische Auswahl, für die er 1992 dreimal auflief. Nachdem er aber 1993 in die russische Premjer-Liga gewechselt war, überzeugt der russische Verband ihn und die FIFA den Verband zu wechseln bzw. den Wechsel zu erlauben, damit er in der Qualifikation zur WM 1994 spielberechtigt würde. Er wurde Stammspieler Russlands und hatte erheblichen Anteil an der Qualifikation Russlands für die WM 94 und EM 96, trat jedoch nach der gescheiterten Qualifikation zur WM 1998 von der Nationalmannschaft zurück. 2001 wurde er jedoch reaktiviert, um die noch mögliche aber gefährdete Qualifikation für die Weltmeisterschaft 2002 zu sichern. Er bestritt in Japan alle Spiele für Russland, trat aber nach dem Ausscheiden nach der Vorrunde endgültig von der Nationalmannschaft zurück.